# Emílio Augusto Goeldi
Emílio Augusto Goeldi o Göldi (Emil August Goeldi) ( Ennetbühl, Saint-Gall, 28 de agosto de 1859 - Berna, 5 de julio de 1917) fue un médico, naturalista y zoólogo suizo-brasileño.

## Biografía
Estudió en la Universidad de Nápoles y luego se doctoró en la Universidad de Jena, en Alemania bajo la dirección del biólogo Ernst Haeckel. Invitado por el emperador Pedro II, arribó a Brasil en 1884 para trabajar en el Museo Nacional de Brasil en Río de Janeiro, en el que se desempeñó hasta 1890.
Laboró posteriormente en el Museo Paraense (que después se llamaría Museu Paraense Emílio Goeldi) en Belem, atendiendo la invitación del gobernador de Pará , Lauro Sodré; allí permaneció desde 1894 hasta 1907.
En 1908, fue nombrado profesor de Zoología de la Universidad de Berna.
En sus trabajos pioneros, Goeldi fue ayudado por varios otros investigadores, como el botánico suizo Jacques Huber (1867-1914), la zoóloga Emilia Snethlage (1868-1929), los geólogos Katzer y Kraatz, y Adolpho Ducke (1876-1959), etnógrafo y botánico.
Su trabajo fue muy amplio, pero se destacan sus estudios sobre los vertebrados y sobre los insectos parásitos o dañinos, como las filoxeras y además publica el libro American Vines en el que abogó por plantar los pies de las viñas americanas.
Entre sus obras se destacan As Aves do Brasil, publicada entre 1894 y 1900 y que fue completada por un atlas entre 1900 y 1906. Su obra sobre las aves de la Amazonia, Die Vogelwelt des Amazonensstromes, apareció en 1901.
Goeldi es muy reconocido como una figura médica en salud pública y en epidemiología de Brasil, debido a sus precoces estudios del mecanismo de transmisión de la fiebre amarilla y entendiendo la importancia de luchar con el mosquito vector de la enfermedad, varios años antes de que Oswaldo Cruz trabajara en ese tema.
Era el padre de Oswaldo Goeldi, un notable grabador e ilustrador brasileño.

## Algunas publicaciones
- e.a. Goeldi. 1886. Bericht über zwei ältere, unbekannt gebliebene illustrierte Manuskripte portugiesisch-brasilianischer Naturforscher. I. Die zoologischen Zeichnungen von Alexander Rodriguez Ferreira. II. Die zoologischen Zeichnungen von Arruda da Camara. Zoologische Jahrbücher, Jena, 2, 175-184

- -------------. 1892. Zur Orientierung in der Spinnenfauna Brasiliens. Mitteilungen aus dem Osterlande (Neue Folge), 5, 200-248

- -------------. 1897. A lenda amazônica do "cauré". Bol. Mus. Paraense, 2, 430-441

- -------------. 1897. On the nesting of Cassicus persicus, Cassidrix oryzivora, Gymnomystax melanicterus and Todirostrum maculatum. Ibis, 7 (3), 361-370

- -------------. 1898, 1897. A lenda amazônica do "cauré". Bol. Mus. Paraense, 2, 430-441

- -------------. 1900. Sobre a nidificação do Cassicus persicus (japim), do Cassidix oryzivora (graúna), do Gymnomystax melanicterus (aritauá) e do Todirostrum maculatum (ferreirinho). Bol. Mus. Para. Hist. Nat. Ethnogr., (Mus. Para.) 3, 203-210

- -------------. 1904. Against the destruction of white herons and red ibises on the lower Amazon, especially on the Island of Marajó. 2ª ed. Belém: Pará

- -------------. 1905. Myrmecologische Mitteilung das Wachsen des Pilzgartens von Atta cephalotes betreffend. Art. presentado al C.r. 6th Congr. Int. Zool. Berna

- -------------. 1905. Beobachtungen über die erste Anlage einer neuen Kolonie von Atta cephalotes. Art. presentado al C.r. 6th Congr. Int. Zool. Berna

- -------------. 1905. Os mosquitos do Pará. Reunião de quatro trabalhos sobre os mosquitos indígenas, principalmente as espécies que molestam o homem. Mem. Museu E. Goeldi, 4, 1-152

- -------------. 1908, 1909. Microtrogon novo nome genérico proposto para Trogon ramonianus Des Murs. Bol. Mus. Para. Hist. Nat. Ethnogr. (Mus. Pará), 5 (1), 92-95

- -------------. 1911. Der Ameisenstaat, seine Entstehung und seine Einrichtung, die Organisation der Arbeit und die Naturwunder seines Haushaltes. Leipzig & Berlin: Teubner

## Honores

### Eponimia
- Refugio Emilio Goeldi, Antártida

George Albert Boulenger, nombró en su honor la especie de anfibios Flectonotus goeldii y Oldfield Thomas, a los titís Callimico goeldii .
También
- Acropyga goeldii, Camponotus goeldii, Azteca goeldii, Pachycondyla goeldii, Crematogaster torosa goeldii, Mycocepurus goeldii, Procryptocerus goeldii, Acanthoponera goeldii, Brachymyrmex goeldii, Dorymyrmex goeldii dubius, Paratrechina goeldii, Megalomyrmex goeldii, Myrmelachista goeldii, Neivamyrmex goeldii, Solenopsis goeldii, Pheidole goeldii, Cephalotes goeldii, todas las especies de Sudamérica de hormigas descriptas por Forel
- Protambulyx goeldii, polilla
- Dubioniscus goeldii
- Megalelosia goeldii, rana
- Trichomycterus goeldii, pez gato
- Cynopotamus goeldii, pez Characidae
- Duopalatinus goeldii, pez de agua dulce Pimelodidae
- Hemiodopsis goeldii, otro pez
- Cheirocerus goeldii, pez gato
- Simulium goeldii, mosca negra de la selva amazónica
- (Araceae) Philodendron goeldii G.M.Barroso[1] planta
- (Thelypteridaceae)  Goniopteris goeldii (C.Chr.) Brade[2] planta
- La abreviatura «Goeldi» se emplea para indicar a Emílio Augusto Goeldi como autoridad en la descripción y clasificación científica de los vegetales.[3]

## Abreviatura (zoología)
La abreviatura Goeldi  se emplea para indicar a Emílio Augusto Goeldi como autoridad en la descripción y taxonomía en zoología.

### Fuente
- kraig Adler. 1989. Contributions to the History of Herpetology, Society for the study of amphibians and reptiles

- t. Struder. 1917. Professor Dr. Emil August Goeldi (1859–1917). Verhandlungen der schweizerischen naturforschenden Gesellschaft, Zürich 1917, 36-59

- n. Papavero. 1973. Essays on the history of Neotropical dipterology, with special reference to collectors (1750-1905). São Paulo: Museu de Zoologia, Universidade de São Paulo

- o.r. Cunha. 1983. Emílio Augusto Goeldi (1859–1917). Ciência e Cultura, 35 (12), 1965–1972